# Johann Michael Moscherosch
Johann Michael Moscherosch, noto anche con lo pseudonimo di Philander Von Sittewald (Willstätt, 5 marzo 1601 – Worms, 4 aprile 1669), è stato uno scrittore tedesco.

## Biografia

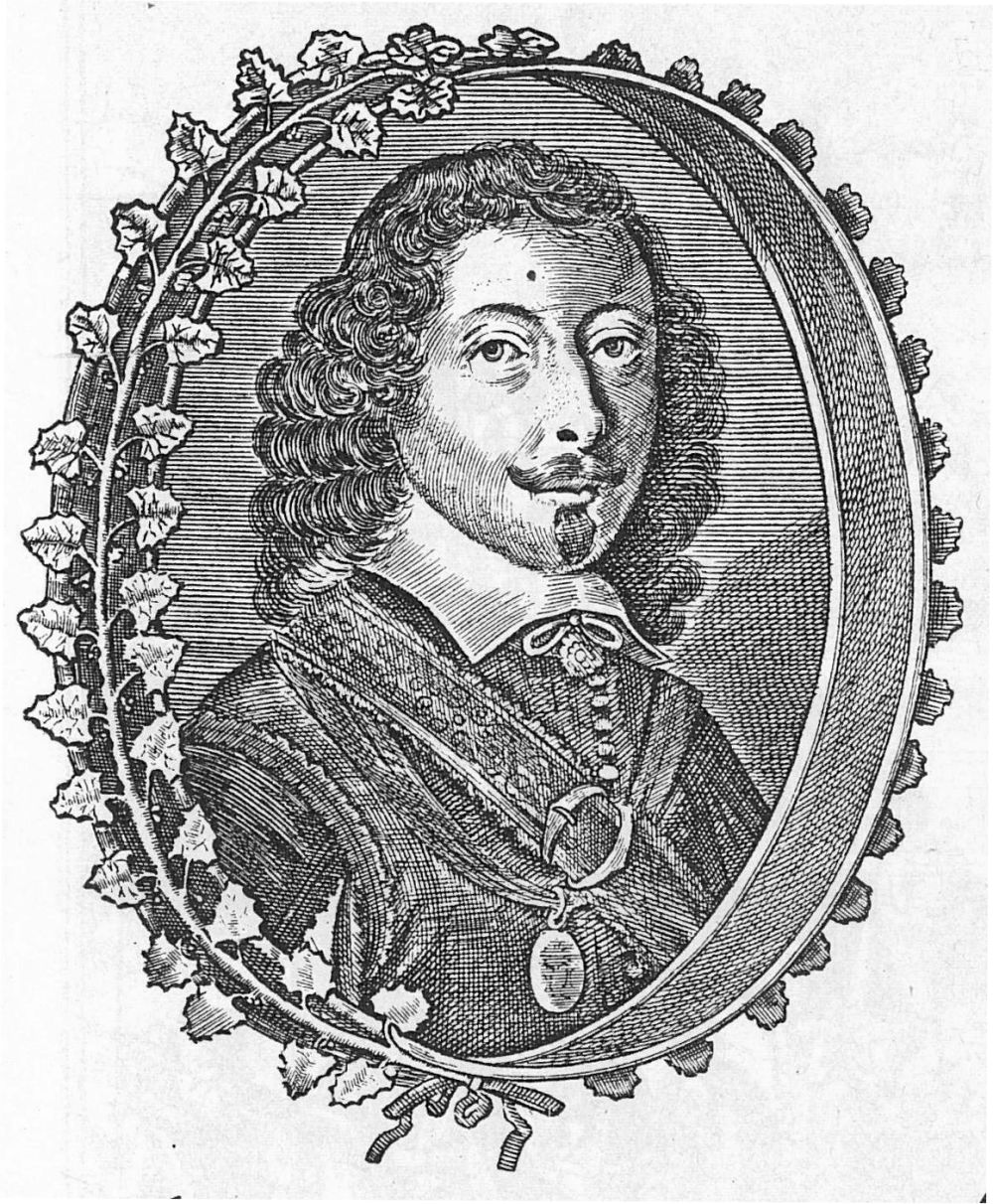
Johann Michael Moscherosch

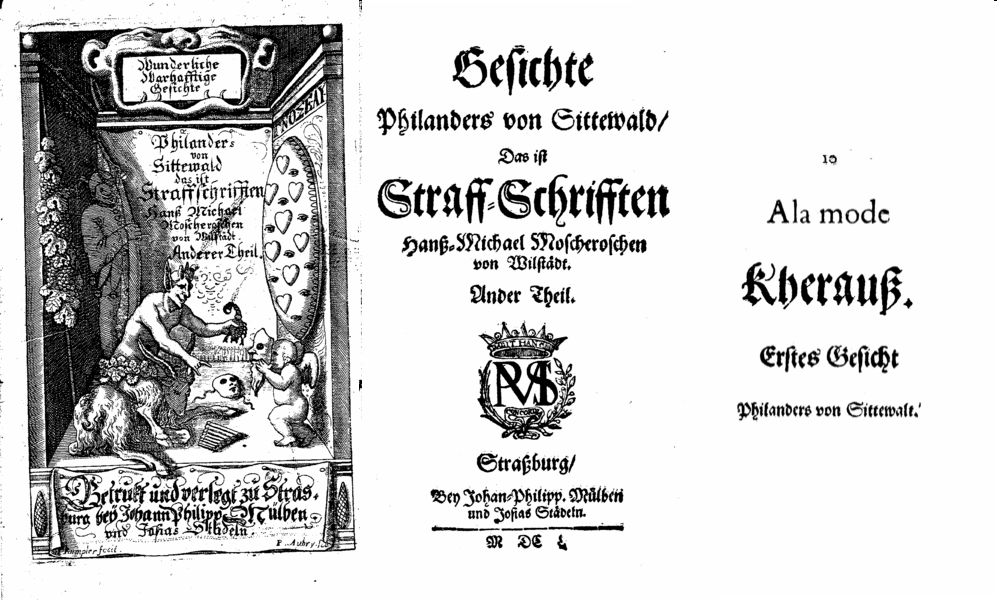
Frontespizio di Ala mode Kherauß, satira inclusa in Wunderliche und wahrhafftige Gesichte Philanders von Sittewald, Strasburgo, 1650

Johann Michael Moscherosch nacque a Willstädt, presso Strasburgo, il 5 marzo 1601.
Istruito ed educato a Strasburgo nelle facoltà umanistica e di giurisprudenza, lavorò per alcuni anni come tutore nella famiglia del conte di Leiningen-Dagsburg, ma fu anche giurista, cancelliere di principi, diplomatico.
Tra i suoi incarichi governativi, si possono menzionare quelli di presidente della cancelleria e di consigliere della camera delle finanze (1656) per il conte di Hanau e di consigliere privato della contessa d'Assia-Kassel.
Moscherosch si sposò due volte e per due volte restò vedovo, ed ebbe complessivamente una esistenza problematica, dovendo sopportare persecuzioni, compreso il saccheggio della propria casa.
Moscherosch fu un satirico luterano, colto, borghese tedesco i cui scritti, acuti ma non sempre imparziali, narrarono la difficile vita in Germania ai tempi della Guerra dei trent'anni (1618-1648).
Le sue satire evidenziarono anche una visione moralistica del mondo, un intenso zelo morale oltre al senso della missione, ma i toni severi e amari vennero edulcorati dalla cultura e dai giochi della fantasia, anche linguistica, paragonabili a quelle di Johann Fischart.
L'opera più famosa di Moscherosch, Mirifiche e veridiche visioni di Filandro di Sittewald (Wunderliche und wahrhafftige Gesichte Philanders von Sittewald, 1641-1643), manifestò le sue qualità satiriche.
Modellata sui Sogni (Los sueños, 1627) di Francisco de Quevedo, ispirata dalle fantasticherie burlesche, morali e linguistiche dello scrittore spagnolo, Moscherosch illustrò gli usi e costumi, la cultura della Germania contemporanea, visti da un sostenitore luterano. Le prime sette visioni furono strettamente collegate ai Sogni, mentre le altre sette furono invenzioni personali di Moscherosch. L'opera si rivelò una serie di sogni, allegorie, fantasticherie tendenti a criticare le pazzie e i vizi umani, soprattutto quelli riguardanti la guerra, la vita militare, la moda, e tutto ciò che non fosse tedesco.
In una delle visioni l'autore presentò un dialogo fra Filandro con mitici eroi alsaziani e con altri personaggi leggendari germanici.
Le visioni descrissero lo sviluppo e la formazione del carattere di Filandro, grazie alla duplice esperienza che egli fa prima sugli altri,  osservati in un mondo onirico, poi su sé stesso, messo a contatto con la realtà difficile; ed è soprattutto quest'ultima esperienza quella che formò e rafforzò la coscienza morale dell'eroe e a dargli diritto di osservare e criticare i difetti altrui.
La letteratura spagnola, soprattutto quella picaresca, nel periodo barocco ebbe una grande diffusione in Germania, producendo capolavori come il L'avventuroso Simplicissimus.
Un altro lavoro importante di Moscherosch risultò L'insonne preoccupazione dei genitori (Insomnis Cura Parentum, 1643), un saggio di argomento religioso dedicato alla sua famiglia, un testamento morale per i figli, nel quale approfondì ed espresse la sua severa pietà luterana, avendo perso ogni speranza di giustizia e di bontà umana
e affidando la propria famiglia alla misericordia di Dio.
Inoltre scrisse una raccolta di epigrammi latini, intitolata Centuria epigrammatum (1630), oltre che un trattato morale La pazienza (Patientia), parzialmente inedito in alcune varianti manoscritte.
Moscherosch era anche membro della "Fruchtbringende Gesellschaft" ("Società produttiva"), fondata per lo studio, la diffusione, la purificazione della lingua tedesca e della letteratura tedesca.

## Opere
- Centuria epigrammatum (1630);
- Mirifiche e veridiche visioni di Filandro di Sittewald (Wunderliche und wahrhafftige Gesichte Philanders von Sittewald, 1641-1643);
- L'insonne preoccupazione dei genitori (Insomnis Cura Parentum, 1643);
- La pazienza (Patientia).